# 曾隆煇
曾隆煇是台灣的帕拉林匹克射箭選手。曾在2008年北京夏季残疾人奥林匹克运动会中的男子個人反曲弓 - 坐姿1/2級比賽中獲得銅牌，在2012年倫敦夏季残疾人奥林匹克运动会的同一比賽中打破帕運紀錄。